# Maria Maddalena Yon
Maria Maddalena Yon (Ivrea, 3 febbraio 1930 – Ivrea, 16 gennaio 2019) è stata una regista italiana, attiva in televisione e teatro.

## Biografia
Figlia di un medico che esercitò la professione a Genova, compì gli studi all'Università Cattolica del Sacro Cuore di Milano e, dopo essersi laureata in Giurisprudenza nel 1951, venne notata da Sergio Pugliese che la fece entrare in Rai verso la fine degli anni cinquanta. Dopo essere stata segretaria di produzione, nel 1957, per Il tabarro di Giacomo Puccini, con Carlo Tagliabue, Mirto Picchi, Mario Carlin, Orchestra e Coro di Milano della Radiotelevisione Italiana diretta da Oliviero De Fabritiis, trasmesso sul Programma nazionale, quindi nel 1958, per la messa in onda televisiva dell'opera lirica Otello di Giuseppe Verdi diretta da Tullio Serafin con Mario Del Monaco, Rosanna Carteri e Renato Capecchi, per la regia di Franco Enriquez, si dedicò alla regìa di programmi per ragazzi come l'edizione del 1960 dello Zecchino d'Oro, la serie Le avventure di Giufà (1961) e collaborando con Pinuccia Nava nei telefilm Le avventure di un pagliaccio (1961) e l'episodio Scaramacai e la bambola della serie Storia di un pagliaccio (1963), dedicate al personaggio di Scaramacai.
Nel 1963 curò la regia dell'opera lirica Aida di Verdi, sempre diretta da Tullio Serafin, quindi firmò alcune edizioni del quiz Chissà chi lo sa? condotto da Febo Conti, e tutte le edizioni di Settevoci condotto da Pippo Baudo. Negli anni settanta diresse alcuni varietà (Studio vuoto del 1971 con Pippo Franco e ...e a mezzanotte va, del 1975, con Valeria Fabrizi), curò tre edizioni de La Domenica Sportiva nelle stagioni 1976-77, 1978-79 e 1980-81, e collaborò con Enzo Tortora in Portobello nel 1978 e L'altra campana nel 1980.
Diresse anche opere teatrali trasposte in televisione come La commedia degli errori di William Shakespeare nel 1968 con Tina Lattanzi e lo sceneggiato in due puntate sotto forma di documentario Mazzini, una certa idea dell'Italia nel 1989. I suoi ultimi programmi televisivi diretti furono Il caso nel 1987 con Enzo Biagi e le 60 puntate di Impariamo insieme. L'italiano per gli extracomunitari nel 1992, condotto da Alberto Manzi. Negli ultimi anni tornò a vivere nella sua città natale, dove morì nel gennaio 2019 all'età di 88 anni.

## Vita privata
Sposata con Vittore Vittorelli, ebbe un figlio, Andrea Attilio, che trasferitosi negli Stati Uniti diventerà un professionista finanziario alla Goldman Sachs di New York.